# Franck Riboud
Franck Riboud (Lyon, 7 de noviembre de 1955) es un empresario francés. Ha sido presidente del Grupo Danone hasta el 1 de diciembre de 2017.

## Biografía
Franck Riboud nació el 7 de noviembre de 1955 en Lyon. Es hijo de Antoine Riboud, un importante empresario francés que presidió el Grupo Boussois-Souchon-Neuvesel (BSN), fusionado en 1994 con el Grupo Danone. Estudió en los Maristas de Lyon en el centro Sainte-Marie Lyon. Diplomado en Mecánica por la Escuela Politécnica Federal de Lausanne (EPFL), Suiza, se integró en la empresa familiar en 1978.

## Trayectoria
Franck Riboud ocupó distintos puestos en el organigrama de la multinacional, hasta que en 1989 fue nombrado responsable de gestión, marketing y ventas de Heudebert. En septiembre de 1989, ocupó la dirección del departamento encargado de la integración de nuevas compañías en la sección de biscuits. En julio de 1990, fue nombrado director general de la sociedad de aguas minerales Évian. En 1992, Riboud pasó a ser director del departamento de desarrollo del grupo y en 1996 pasó a ocupar la presidencia del grupo, en sustitución de su padre, a pesar de que su familia solo gestiona alrededor del 1 % del capital de la compañía.
Franck Riboud ha conseguido centrar la compañía multinacional en cuatro grandes secciones : aguas y bebidas, productos lácteos, nutrición infantil y parafarmacia. Las dos marcas emblemáticas del grupo siguen siendo Évian y Danone. El objetivo central del Grupo Danone es ser número 1 local en cada uno de los países en los que está implantado. Las nuevas marcas del grupo, como Numico o galletas Lu (Lefèvre-Utile), han originado una cascada de decisiones en la reorganización del grupo. Por ejemplo Numico se ha integrado en la sección de parafarmacia y la sección de nutrición infantil es número dos del mundo, con marcas como Nutricia, Milupa, Blédina o Gallia. 
En 2005, Franck Riboud y Muhammad Yunus (fundador de Grameen Bank y Premio Nobel de la Paz en 2006) decidieron crear los fondos de inversión danone.communities, la primera SICAV social del mundo.

## Dimisión
Frank Riboud presentó su dimisión como presidente del Grupo Danone el 18 de octubre de 2017. La compañía aprobó una reestructuración del comité de gestión que pasará de nueve a seis miembros. El consejero delegado del grupo, Emmanuel Faber, pasaría a ocupar la presidencia el 1 de diciembre de 2017. Riboud se convertirá en presidente honorífico.

## Otros puestos de dirección
- Administrador de la Asociación Nacional de Industrias Agroalimentarias (ANIA) de Francia.
- Consejero de las compañías Danone SA (España), Bagley Latinoamérica SA, Grupo ONA, Lacoste SA, Accor, Renault SA, Rolex.
- Presidente del Comité Transalpino, lobby en favor de la unión ferroviaria Lyon-Turín.
- Consejero de centros universitarios u altas escuelas como HEC o EPFL.
- Consejero del Foro de Bienes del Consumidor.[4]